# أ. سكوت بيرغ
أ. سكوت بيرغ (بالإنجليزية: A. Scott Berg)‏ هو كاتب سير أمريكي، ولد في 4 ديسمبر 1949 في نوروولك في الولايات المتحدة.

## وصلات خارجية
- أ. سكوت بيرغ على موقع IMDb (الإنجليزية)